# Aeropuerto de las Islas del Cisne
El Aeropuerto de las Islas del Cisne (OACI: MHIC) es un aeropuerto que sirve a las Islas de Cisne en el Departamento de las Islas de la Bahía en Honduras. Las Islas del Cisne están en el mar Caribe a 180 kilómetros al norte de la costa norte hondureña.

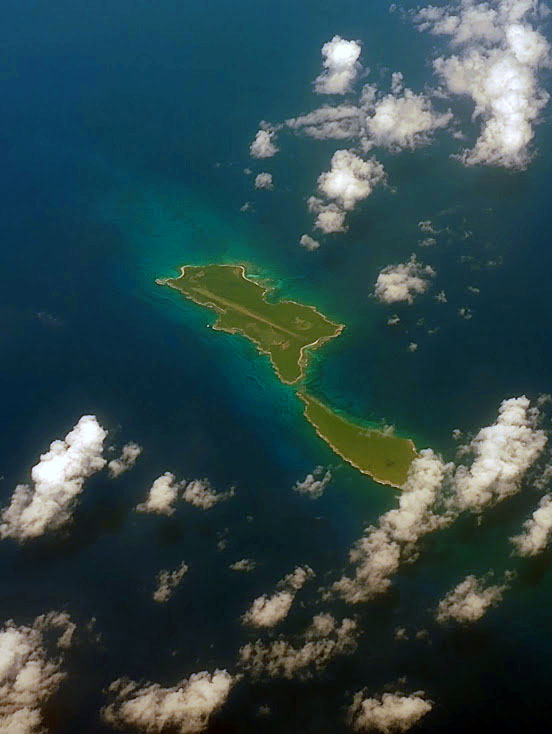
Islas del Cisne en el Mar Caribe, se aprecia la pista del aeropuerto.

La aproximación hacia y el despegue desde el aeropuerto son sobre el agua. La baliza no direccional de Las Islas del Cisne (ident: SWA) está justo al final de la pista de aterrizaje en su lado occidental. El VOR-DME de Roatán (Ident: ROA) está ubicado a 301 kilómetros al oeste-suroeste del aeropuerto.